# 国民社会主義党 (ルーマニア)
国民社会主義党（こっかしゃかいしゅぎとう、ルーマニア語: Partidul Naţional-Socialist、英語: National Socialist Party）またはルーマニア・ナチ党は、1930年代初期にルーマニアで、国民社会主義（ナチズム）類似の政策を掲げた政党。
1932年のドイツ国会選挙での国民社会主義ドイツ労働者党（ナチス）の成功により、ルーマニアでもそのイデオロギーへの関心が高まり、国家キリスト教防衛連盟(en:National-Christian Defense League)がナチスとの関係を構築する一方で、ルーマニア独自のナチ党創立がすぐに行われた。
国民社会主義党の指導者は、Ştefan Tătărescu(en)大佐と、後にルーマニア首相を2回勤めた兄弟のGheorghe Tătărescu(en )であったが、多数の極右集団の1つにすぎず、鉄衛団への支持への対抗は成功しなかったため、拡大しなかった。